# Ammothea australiensis
Ammothea australiensis är en havsspindelart som beskrevs av Flynn, T.T. 1919. Ammothea australiensis ingår i släktet Ammothea och familjen Ammotheidae. Inga underarter finns listade i Catalogue of Life.